# Acropora awi
Acropora awi е вид корал от семейство Acroporidae. Видът е световно застрашен, със статут Уязвим.

## Разпространение
Разпространен е в Австралия, Индонезия, Маршалови острови, Микронезия, Папуа Нова Гвинея, Соломонови острови и Филипини.

## Описание
Популацията им е намаляваща.